# پائولو اینوسنتی
پائولو اینوسنتی (انگلیسی: Paulo Innocenti; ۱۱ مارس ۱۹۰۲ – ۱۳ ژوئیهٔ ۱۹۸۳) بازیکن فوتبال اهل برزیل بود.
از باشگاه‌هایی که در آن بازی کرده‌است می‌توان به باشگاه فوتبال بولونیا و باشگاه فوتبال ناپولی اشاره کرد.
وی همچنین در تیم ملی فوتبال ایتالیا بازی کرده‌است.